# Бурбыга, Иван Григорьевич
Иван Григорьевич Бурбыга (24.10.1922, Полтавская область — 17.07.1993) — командир минометного расчета 16-го гвардейского кавалерийского полка, гвардии младший сержант — на момент последнего представления к награждению орденом Славы.

## Биография
Родился 24 октября 1922 года в селе Сергеевка Глобинского района Полтавской области. Украинец. Окончил 7 классов. В 1940 году по комсомольской путевке уехал в Донбасс. Работал забойщиком на шахте в поселке Будённовка.
В 1943 году был призван в Красную Армию. В действующей армии с ноября 1943 года. Боевой путь начал в составе 1030-го стрелкового полка 260-й стрелковой дивизии. Участвовал в боях за освобождение Украины, Белоруссии, Польши. В мае 1944 года в боях под Ковелем, отражая контратаку, пулеметчик Бурбыга оказался один на фланге прорвавшегося противника. Кинжальным огнём уничтожил не менее 50 противников, чем способствовал восстановлению позиций. В мае 1944 года был награждён медалью «За отвагу».
В конце июля 1944 года после форсирования реки Буг 206-я Ковельская стрелковая дивизия успешно развивала наступление в общем направлении на польские города Хелм и Люблин. В ходе наступления пулеметчик Бурбыга действовал вместе с самоходчиками в составе десанта на броне САУ. Ведя огонь на ходу, он защищал самоходку от фаустников, уничтожал огневые точки врага, вел разведку, обеспечивая тем самым успешные боевые действия самоходчиков. Так, ворвавшись на борту САУ в населенный пункт Ломазы, из станкового пулемета вывел из строя 3 огневые точки противника. На подступах в Варшаве при отражении танковой контратаки противника был тяжело ранен и отправлен в тыл.
По случаю ранения Бурбыга не узнал, что командир самоходки доложил о героических действиях пулеметчика командиру полка и ходатайствовал о его награждении.
Приказом командира 260-й стрелковой дивизии от 12 августа 1944 года младший сержант Бурбыга Иван Григорьевич награждён орденом Славы 3-й степени. Но об этой награде он узнал уже после войны.
После выздоровления вернулся на фронт. В свою часть не попал, а был зачислен в 16-й гвардейский кавалерийский полк 4-й гвардейской кавалерийской дивизии наводчиком миномета. К январю 1945 года гвардии младший сержант Бурбыга уже командовал расчетом.
19-24 января в боях за населенный пункт Зимне Бруды расчет гвардии младшего сержанта Бурбыги огнём из миномета подавил огневую точку противника, уничтожил до 10 фашистов, чем помог эскадронам. При освобождении города Бромберг, город Быдгощ, поразил автомобиль с орудием и много солдат противника.
Приказом командира 4-й гвардейской кавалерийской дивизии от 11 марта 1945 года гвардии младший сержант Бурбыга Иван Григорьевич награждён орденом Славы 3-й степени повторно. Был вручен орден № 603737.
23 апреля 1945 года при форсировании реки Шпре и в бою за населенный пункт Фризак гвардии младший Бурбыга во главе расчета минометным огнём уничтожил много солдат, из личного оружия — пулеметчика, 8 фашистов захватил в плен.
Приказом от 8 июня 1945 года гвардии младший сержант Бурбыга Иван Григорьевич награждён орденом Славы 2-й степени.
В декабре 1945 года гвардии старший сержант Бурбыга был демобилизован. Вернулся на родину. Пять лет работал в колхозе, восстанавливая разрушенное хозяйство. Затем продавцом в сельмаге. Почти через 30 лет после Победы была исправлена фронтовая ошибка с наградами.
Указом Президиума Верховного Совета СССР от 7 мая 1974 года в порядке перенаграждения Бурбыга Иван Григорьевич награждён орденом Славы 1-й степени. Стал полным кавалером ордена Славы.
Жил в селе Святиловка Глобинского района. Последние годы перед пенсией трудился завхозом в передвижной механизированной колонне. Скончался 17 июля 1993 года.
Награждён орденами Отечественной войны 1-й степени, Славы 3-х степеней, медалями.